# Білорусофобія
Білорусофобія (білорусоненависництво, антибілорусизм, білорусожерство) — агресивне несприйняття існування Білорусі, її суверенітету та білоруської нації, форма зверхності, ірраціональна і злісна ворожість до білорусів як народу, їхньої культури, мови та історії, традицій та менталітету або до Білорусі як держави, ненависть до всього білоруського, вороже ставлення до всіх виявів білоруської національно-культурної самобутності, заперечення існування білоруської нації.
Білорусофобія є різновидом ксенофобії — ненависті до незнайомого чи чужого — і спостерігається серед народів, які жили в контакті з білорусами в колишньому СРСР чи інших місцях. Білорусофобія — такий самий вияв нетолерантності, як і будь-які прояви нацизму, расизму, шовінізму.